# Лажи-ду-Муриаэ
Лажи-ду-Муриаэ (порт. Laje do Muriaé) — муниципалитет в Бразилии, входит в штат Рио-де-Жанейро. Составная часть мезорегиона Северо-запад штата Рио-де-Жанейро. Входит в экономико-статистический микрорегион Итаперуна. Население составляет 7769 человек на 2007 год. Занимает площадь 250,518 км². Плотность населения — 31,0 чел./км².

## История
Город основан 7 марта 1962 года.

## Статистика
- Валовой внутренний продукт на 2005 год составляет 50 281 тысяч реалов (данные: Бразильский институт географии и статистики).
- Валовой внутренний продукт на душу населения на 2005 год составляет 6141,00 реалов (данные: Бразильский институт географии и статистики).
- Индекс развития человеческого потенциала на 2000 год составляет 0,710 (данные: Программа развития ООН).

## География
Климат местности: тропический. В соответствии с классификацией Кёппена, климат относится к категории Aw.